# Figuig

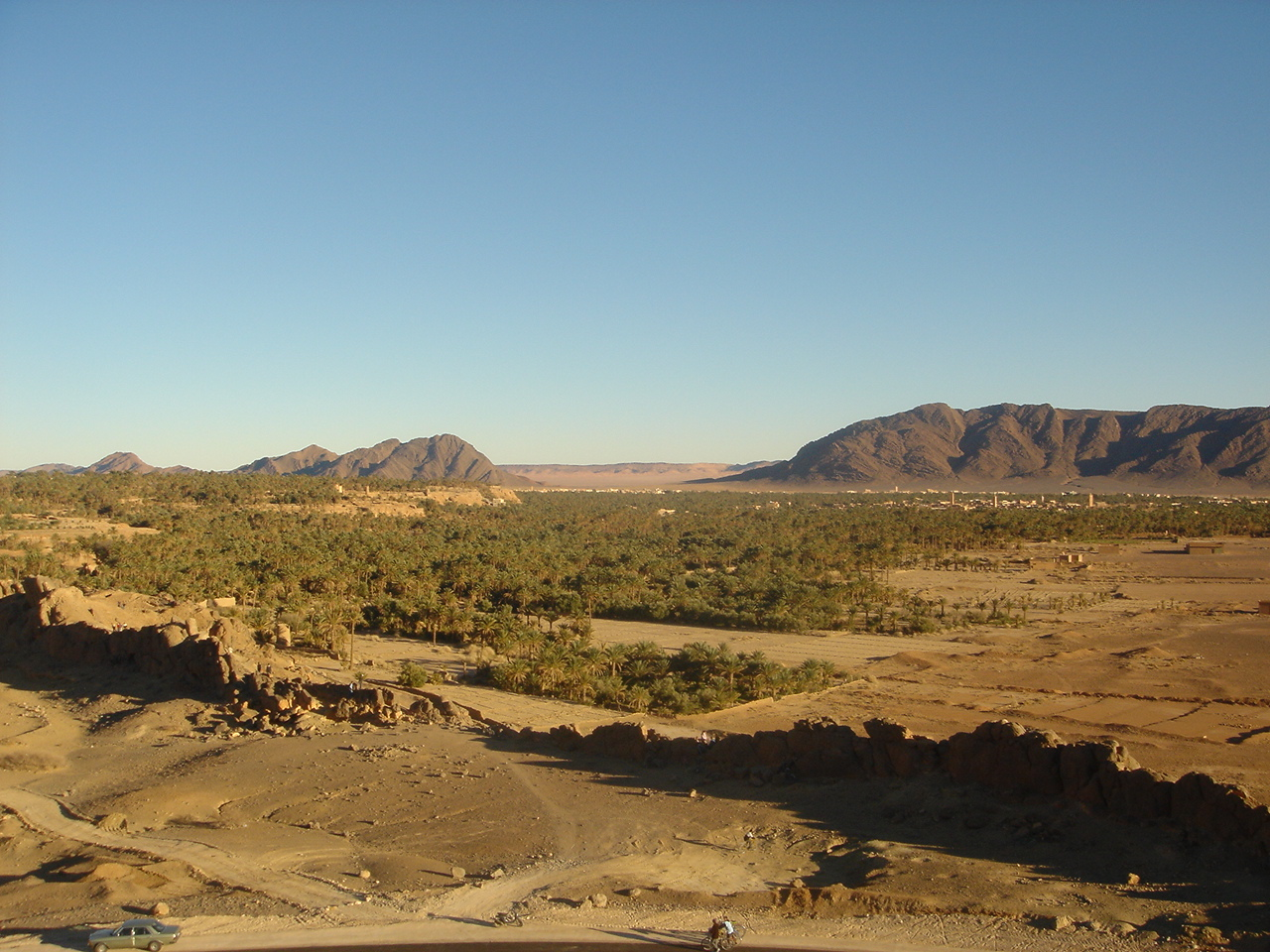
Oase Figuig

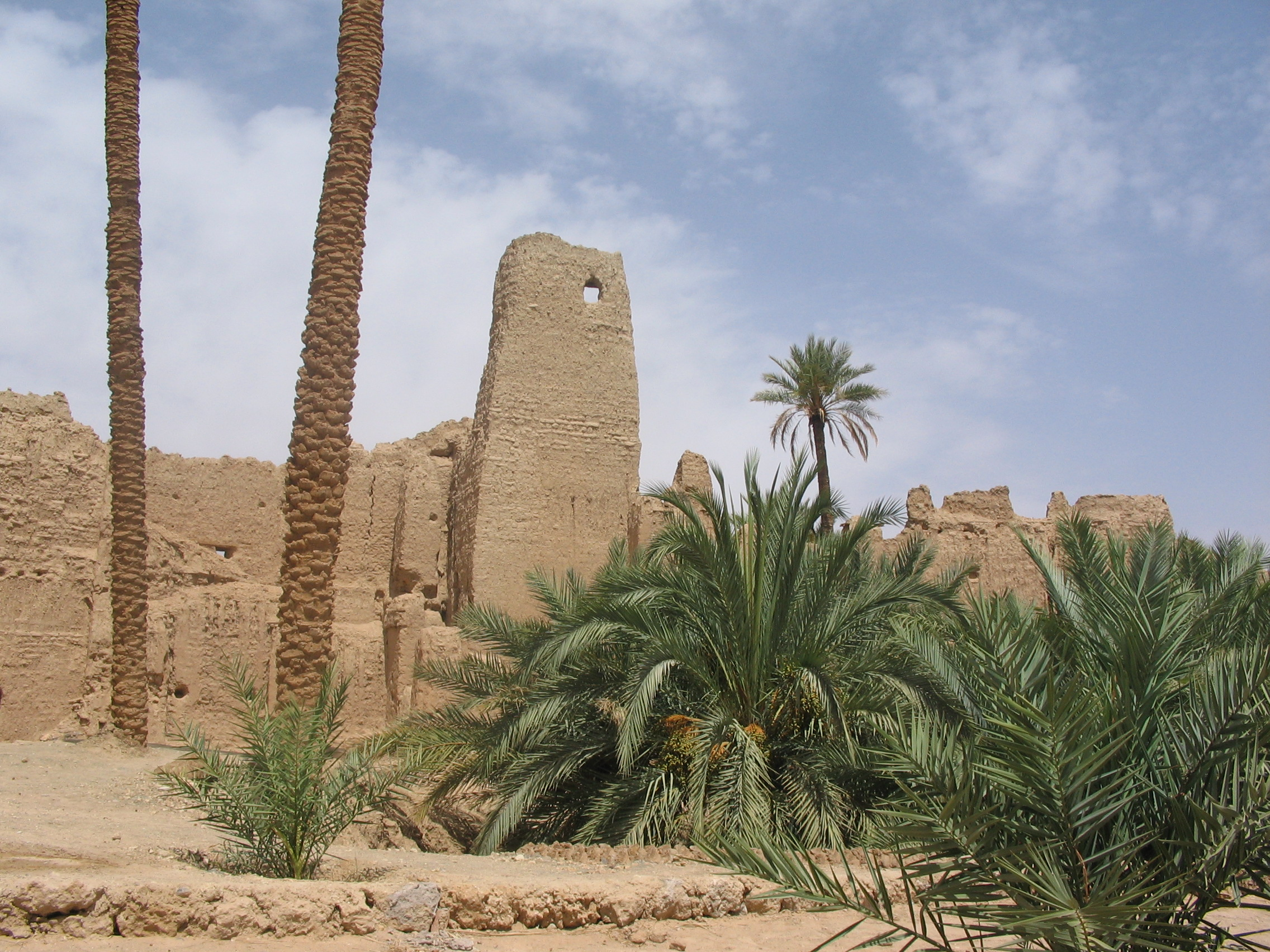
Zerfallende Stampflehmbauten in der Oase Figuig

Figuig (arabisch فجيج, DMG Fijīj, Tamazight: ⵉⴼⵉⵢⵢⵉⵢ) ist eine aus dem Hauptort und mehreren Ksur mit insgesamt annähernd 10.500 Einwohnern bestehende Oase in der gleichnamigen Provinz in der Region Oriental im äußersten Südosten Nordmarokkos.

## Lage und Klima
Die Oase Figuig liegt – fernab jeder größeren Stadt – in einer Höhe von etwa 850 bis 950 m in der Südostecke Nordmarokkos, direkt an der Grenze zu Algerien in einer von Bergen umgebenen Landschaft. Die seit Jahren wegen der schlechten Algerisch-marokkanischen Beziehungen geschlossene Grenze beschreibt einen Bogen von 180 Grad um die Stadt, der dem Flusstal des Oued Zousfana folgt. Die nächstgelegene Großstadt ist Oujda (ca. 370 Kilometer nördlich), die Provinzhauptstadt Bouarfa liegt etwa 110 Kilometer Fahrtstrecke nordwestlich. Das Klima in Figuig ist heiß und trocken; vor allem im Winter und in klaren Nächten kann das Thermometer wegen der Höhenlage auf unter 0 °C absinken. Regen (ca. 135 mm/Jahr) fällt nahezu ausnahmslos in den Wintermonaten.

## Bevölkerung
| Jahr      | 1994   | 2004   | 2014   | 2024   |
| Einwohner | 14.245 | 12.577 | 10.872 | 10.449 |

Die größtenteils berberischstämmigen Einwohner sprechen sowohl den regionalen Berberdialekt als auch Marokkanisches Arabisch.

## Wirtschaft

### Landwirtschaft
Der ökologisch sensible Oasen-Organismus kann das Gleichgewicht von Wasser (Artesische Quellen), Mensch und Pflanze über Jahrhunderte hinweg nur dank eines ausgeklügelten, mit Kompetenz, Disziplin, Gemeinsinn und Solidarität betriebenen Bewässerungssystems bis in die heutige Zeit bewahren. Ökonomische Grundlage der Menschen war und ist die ganz überwiegend zur Selbstversorgung betriebene Landwirtschaft, zu der auch ein wenig Viehhaltung gehörte. Die Dattelpalmen, d. h. sowohl die Früchte als auch die Verwertung ihrer Blätter für Matten, Körbe, Stricke etc. und ihrer Stämme für Bau- und Brennholz bildeten den Schwerpunkt der Oasen-Wirtschaft; allein in den Oasengärten von Figuig werden etwa 190.000 davon bewässert – früher mittels unterirdischer Kanäle (foggaras), heute mit Pumpen. Der Anbau erfolgt auf drei Vegetationsebenen: Ganz oben schützt die Dattelpalme die darunter liegenden verschiedenartigen Obstbäume (Feigenbaum, Granatapfelbaum, Mandelbaum). Diese wiederum gewähren den zuunterst wachsenden Kulturen (Getreide, Kartoffeln, Gemüse, Kräuter usw.) wohltuenden Schatten. Früher wurden die sich selbst konservierenden Dattelfrüchte mittels Kamelkarawanen in die Städte des Nordens verhandelt, heute geschieht dies per LKW.
Neben der Arbeit auf den Feldern und in den Palmenhainen spielt die Viehzucht (Rinder, Schafe, Ziegen, Kamele, Esel, Hühner) eine untergeordnete Rolle – Oasenwirtschaft und Viehhaltung (Nomadentum) sind nur schwer zu vereinbaren.
In den letzten Jahren sind die Palmen durch einen Pilz (Fusarium oxysporum) gefährdet, der sich von der Wurzel bis ins Innere des Stammes voranarbeitet. Nach ein paar Jahren führt dies unweigerlich zum Absterben der Pflanze. Außerdem sind seit den 1970er und 1980er Jahren die Regenfälle geringer ausgefallen – auch wenn es alle paar Jahre einen Wolkenbruch geben kann.

### Handwerk, Handel, Verwaltung
Die Einwohner haben ihr traditionelles handwerkliches Geschick aus der Zeit ihrer Vorfahren erhalten und perfektioniert. In vielen Familien verrichten die Frauen wie eh und je Handarbeiten wie Weben, Stricken, Häkeln und Sticken an Teppichen, Dschellabas, Pullovern, Burnussen und Tischdecken – allesamt Heimarbeiten, welche trotz ihres geringen Ertrages als weibliche Erwerbsgrundlage fortbestehen.
Domäne der Männer sind klassische Handwerksberufe wie Schneider, Schuster, Metzger, Gerber, Färber, Töpfer, Tischler und Drechsler sowie die filigrane Arbeit der Kunst- und Kupferschmiede. Außerdem liegt der Kleinhandel nahezu ausschließlich in Händen der Männer. Bei Büroarbeiten in Verwaltung und Banken haben die Frauen in den letzten Jahren aufgeholt, wenngleich Führungspositionen immer noch vorwiegend von Männern besetzt werden.

## Geschichte

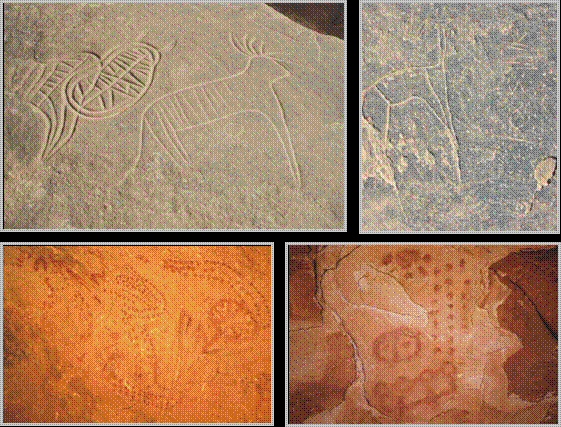
Felszeichnungen bei Figuig

Die Umgebung der Stadt blickt auf eine lange Vergangenheit zurück. Mehrere tausend Jahre alte, in den Fels geritzte Tiergravuren sowie abstrakte Malereien mit Punktreihen etc. bezeugen, dass die Entstehung von Figuig seit Urzeiten von Zuwanderung und Abwanderung zahlreicher Volksstämme (Jäger und Sammler, Nomaden) geprägt wurde. Diese sind heute jedoch so miteinander verschmolzen, dass keiner der sieben Ksur (Hammam Foukani, Hammam Tathani, Laâbidat, La Maiz, Oudaghir, Ouled Slimane und Zenaga) einem typischen Ursprung zugeordnet werden kann.
In historischen Dokumenten ist der Name Figuig seit dem 13. Jahrhundert bezeugt; aus dieser Zeit stammt auch das achteckige – aus Lehmziegeln erbaute – Minarett von Oudaghir. Danach streckten alle marokkanischen Mächte ihre Fühler bis in diese Gegend aus, teilweise sogar bis weit nach Algerien hinein. Der Zusammenschluss der sieben Ksur zur Gemeinde Figuig erfolgte erst im Jahr 1959. Da Algerien im Jahre 1963 Gebietsansprüche stellte, kam es zu bewaffneten Auseinandersetzungen.

## Sehenswürdigkeiten
- Figuig beeindruckt durch seine Lage und die beinahe endlos wirkenden Palmenhaine.
- In der Oase verteilt finden sich die Ruinen aufgegebener Lehmbauten (Tighremts) früherer Zeiten.
- Nur mit einem ortskundigen Führer sind die Felszeichnungen bei Figuig zu entdecken.
- Das im Grundriss achteckige Minarett von Oudaghir befindet sich nur wenige Kilometer nördlich (32° 6′ 36″ N, 1° 14′ 0″ W).[5]

## Söhne und Töchter der Oase
- Abderrahman Machraoui (* 1948), deutscher Mediziner marokkanischer Herkunft